# Pimienta
Pimienta é uma cidade hondurenha do departamento de Cortés.